# Arctia penchei
Arctia penchei är en fjärilsart som beskrevs av Ramon Agenjo Cecilia 1942. Arctia penchei ingår i släktet Arctia och familjen björnspinnare. Inga underarter finns listade i Catalogue of Life.